# Chulda

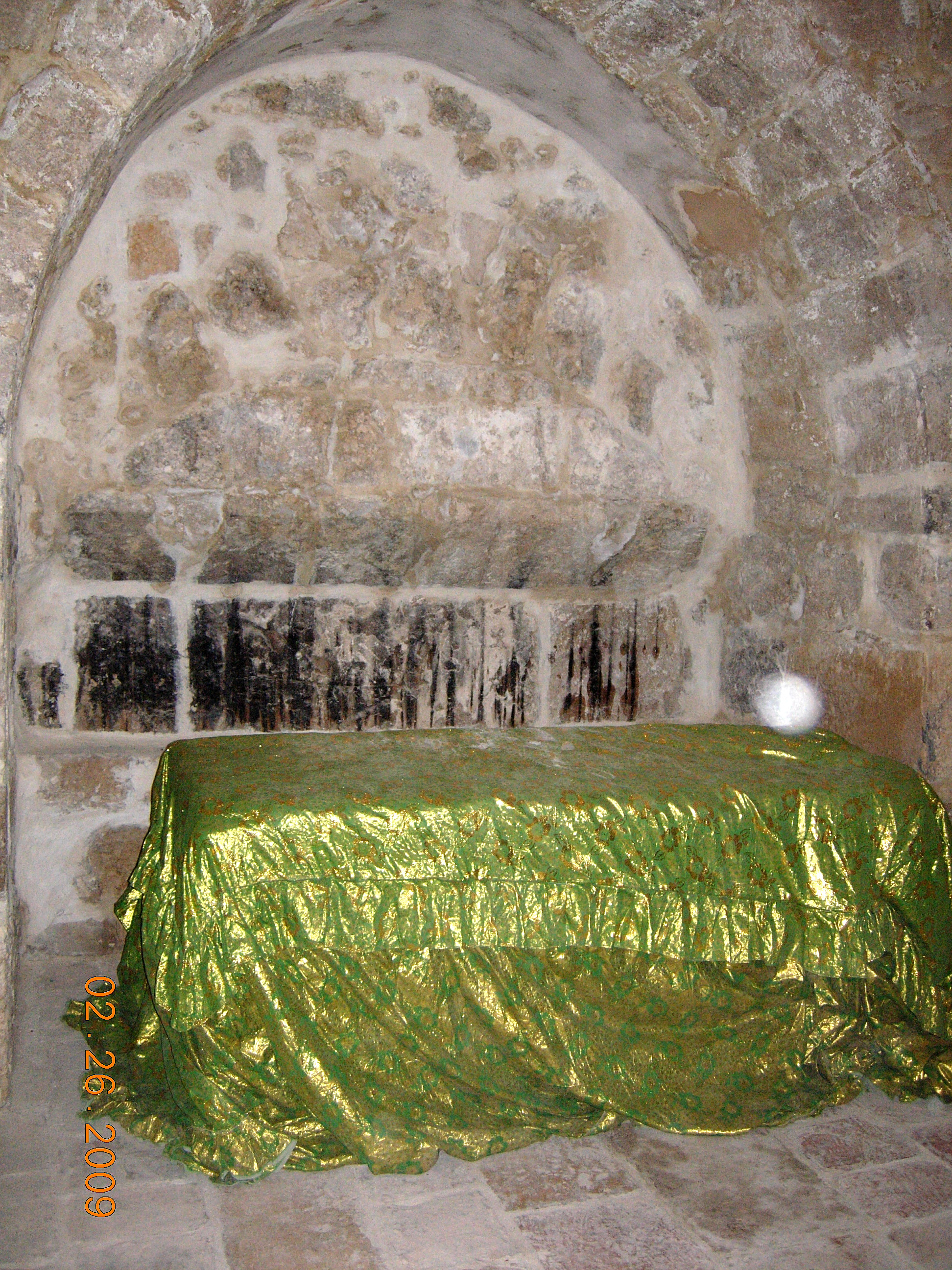
Hrob Chuldy na židovském hřbitově na Olivové hoře v Jeruzalémě

Chulda (hebrejsky חֻלְדָּה‎) byla židovská Hospodinova prorokyně, která žila v 7. století př. n. l. a působila za vlády krále Jóšijáše. Jméno Chulda je vykládáno různě, a to od významu "Krtek" (viz "Slepec"), přes "Lasice" až po "Krysa".
Podle rabínské tradice byla příbuznou proroka Jeremjáše. V Tanachu je o ní zmínka pouze na dvou místech, a sice ve 2. Královské a ve 2. Paralipomenon. Obě místa zachycují stejnou situaci, kdy se služebníci krále Jóšijáše jdou Chuldy zeptat na Boží výrok poté, co byla před králem přečtena kniha Zákona, nalezená v chrámě.